# 76-мм гірська гармата зразка 1958 року (М-99)

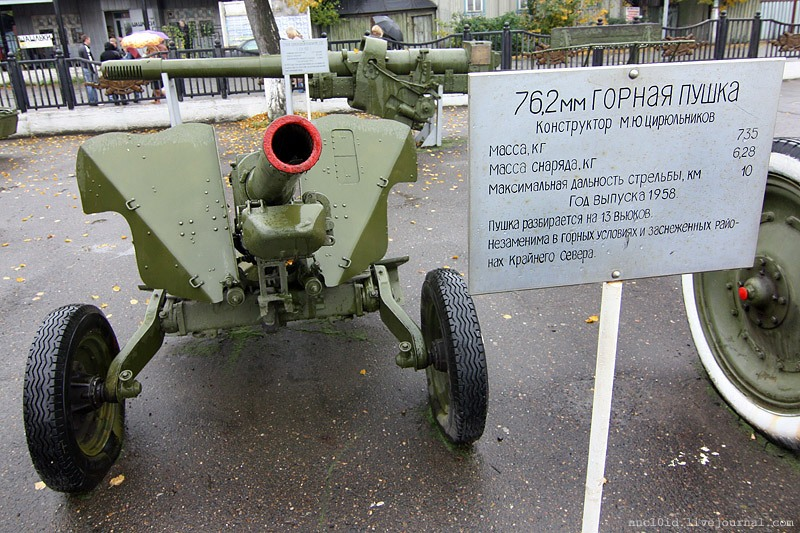
Гармата у

76-мм гірська гармата зразка 1958 року (М-99 або ГП, рос. 76-мм горная пушка образца 1958 года) — радянська артилерійська гармата.

## Історія створення
Розроблено у СКБ-172 під керівництвом Михайла Цирульнікова. Дослідна батарея М-99 пройшла заводські випробування в грудні 1954 і після доопрацювання 21 квітня 1955 передана на військові випробування.
Офіційно М-99 була прийнята на озброєння в 1958 під назвою «76-мм горная пушка ГП». У цей час вводилася нова індексація гармат у Головному артилерійському управлінні, і М-99 отримала індекс 2А2.

## Конструкція
Гармата розбірна. Розбирається на 10 в'юків. Внутрішня будова ствола така сама як у 76-мм гірської гармати зразка 1938 року.
Затвор горизонтальний клиновий з напівавтоматикою пружинного типу. Гальмо відкату гідравлічне, веретеного типу, з пружинним компресором. Колеса односхилі з шиною ГК 5.00-16.
Приціл ПГП або ПГП-70. Зарядження роздільно-гільзове.

## Тактико-технічні характеристики
- Маса в бойовому положенні: 735 кг
- Довжина ствола: 21,4 клб
- Швидкострільність: до 20 постр./хв

## Музейні експонати
- Росія
  - Музей вітчизняної військової історії[ru] у селі Падіково[ru] Істринського району Московської області
  - Музейний комплекс УГМК[en], м. Верхня Пишма, Свердловська область[1]
  - Центральний музей Збройних Сил Російської Федерації у м. Москва
  - Тульський артилерійський інженерний інститут у м. Тула
  - Омський кадетський військовий корпус у м. Омськ